# 5159 Burbine
5159 Burbine (1977 RG) là một tiểu hành tinh vành đai chính được phát hiện ngày 9 tháng 9 năm 1977 bởi đài thiên văn Harvard ở Harvard.